# Хартия Алаона
Хартия Алаона (фр. Charte d'Alaon) — хартия, составленная королём Западно-Франкского королевства Карлом II Лысым 30 января 845 года в Компьене.
Согласно этому документу выводилось происхождение герцога Аквитании Эда Великого, а также герцога Васконии Лупа II от меровингского короля Аквитании Хариберта II. В хартии упоминается о том, что король Хариберт женился на Гизеле, наследнице герцога Васконии Арно (Аманда), и от этого брака родились три сына: Хильперик, Боггис и Бертран. После смерти Хариберта, а затем и Хильперика, король Дагоберт I передал герцогство Аквитания Боггису и Бертрану, после смерти которых Аквитанию унаследовал сын Боггиса, Эд.
Однако большинство историков считают «Хартию Алаона» подделкой, составленной в XVII веке, и сомневаются в существовании младших сыновей у Хариберта.